# 寬德
寬德（1044年12月16日~1046年5月22日）是日本的年號之一。此時的天皇是後朱雀天皇與後冷泉天皇。

## 改元
- 長久五年十一月二十四日（1044年12月16日） 改元寬德
- 寬德三年四月十四日（1046年5月22日） 改元永承

## 出處
《後漢書卷二十七·宣張二王杜郭吳承鄭趙列傳第十七·杜林傳》：「……蠲除苛政，更立疏網，海內歡欣，人懷寬德……」

## 紀年、西曆、干支對照表
| 寬德 | 元年   | 二年   | 三年   |
| 公元 | 1044年 | 1045年 | 1046年 |
| 干支 | 甲申   | 乙酉   | 丙戌   |